# Jacky Mathijssen
Jacky Mathijssen, né le 20 juillet 1963 à Dilsen-Stokkem en Belgique, est un ancien footballeur belge devenu entraîneur.

## Carrière de joueur
Mathijssen évoluait pendant sa carrière de joueur au poste de gardien de but. Il défend les filets du FC Winterslag, Sporting de Charleroi, KRC Genk, KFC Lommel SK et Saint-Trond VV. Il mit un terme à sa carrière de joueur en 2001.

## Carrière d'entraîneur

### Débuts excellents avec Saint-Trond
Il devient alors entraîneur adjoint du club trudonnaire puis entraîneur principal quelques mois plus tard. Il obtient des résultats très probants avec le STVV: 8e place en 2002 et 4e place en 2003, le tout en prônant un football assez léché. 
Il dispute en 2003 une finale de la coupe de Belgique, perdue sur le score de 1-3 contre la RAA Louviéroise. 

### Le meilleur entraîneur de Charleroi sous l'ere Abbas Bayat
En avril 2004, il rejoint le Sporting de Charleroi, à 3 journées de la fin du championnat. Les Zèbres occupent alors une position de reléguables mais grâce à un excellent 7/9, Mathijssen sauva le RCSC de la D2 avant de l'amener, un an plus tard, à la 5e place. 
Il réitéra cette performance lors de la saison 2006-2007, malgré son limogeage un mois avant la fin de la saison.

### FC Bruges
Le 26 avril 2007, il signe au FC Bruges pour une durée de trois ans.
Durant deux saisons, le club brugeois finira deux fois à la troisième place.  Insuffisant toutefois pour que Mathijssen preste sa dernière année de contrat. Il sera remplacé par le Néerlandais Adrie Koster.

### KSC Lokeren
Fin octobre 2009, il prend en charge l'équipe du KSC Lokeren, succédant à  Aleksandar Janković, limogé après un début de saison manqué (11 points sur 36 et une 14e place en championnat).
Le 25 janvier 2010, à la suite des mauvais résultats (4 points sur 30 en championnat), le président Roger Lambrecht et Mathijssen décident de commun accord de stopper leur collaboration.  
Il sera remplacé 3 jours plus tard par Emilio Ferrera.

### Bref retour à Charleroi
Le 4 juin 2010, il est présenté par la direction du Sporting de Charleroi, en tant que nouvel entraineur pour la saison 2010 – 2011. 
Il a signé un CDI.
Le 20 septembre 2010, à la suite d'une lourde défaite la veille à domicile face au FC Bruges (0-5), ainsi qu'un bilan insuffisant en championnat (5 points sur 21 pour une seule victoire et une 14e place en championnat) et surtout une relation compliquée avec le président Abbas Bayat, il est démis de ses fonctions par ce dernier.

### Germinal Beerschot Anvers
Le 2 décembre 2010, il signe au KFC Germinal Beerschot. Il quitte le club anversois le 26 mars 2012. Il revient cependant dans ce même club le 23 janvier 2013 à la suite des mauvais résultats du club afin d'éviter les Playoff III de la Pro League.
N'ayant pas réussi à maintenir le club anversois en Jupiler Pro League, il quitte de nouveau celui-ci le 22 avril 2013.

### L'aventure grecque
Il signe la saison suivante au Fostiras FC, club de 2e division grec.
Malgré de très bons résultats, il quitte le club pour des raisons budgétaires.

### Retour en Belgique, à OHL
Fin décembre 2014, il revient en Belgique et signe à Oud-Heverlee Louvain, club de division 2 belge qui vient de se séparer d'Ivan Leko.  Il parvient à ramener le club louvaniste en Jupiler Pro League via le tour final de division 2 à la fin de la saison. Le 24 novembre 2015 il est limogé alors que son club occupe l'avant-dernière place de la Jupiler League avec le même nombre de points que le dernier classé, Westerlo, les dirigeants du club expliquant que la majorité des joueurs ne le soutient plus après une nouvelle défaite 1-3 contre Genk.

### KVC Westerlo
Le 14 septembre 2016, Jacky Mathijssen succède à  Bob Peeters au KVC Westerlo, avec pour mission de maintenir le club campinois,dernier de la Jupiler Pro League avec 1 seul point en 6 matches.
A la fin de la saison 2016-2017, il ne peut empêcher la relégation du club campinois finissant dernier du championnat.
Il est remercié le 21 juin 2017, juste avant le début de la préparation de la nouvelle saison.

### Bref retour en Grèce
Le 14 septembre 2017, il retourne en Grèce et signe au club de AEL Larissa.
Il est remercié 11 jours plus tard.

### Sélectionneur de l'équipe espoirs U19 de Belgique
Le 26 juin 2018, il est nommé sélectionneur des espoirs U19 belges en remplacement de Gert Verheyen, parti au KV Ostende.
Son équipe de jeunes diables ne parvient pas à se qualifier pour l'euro 2019 des moins de 19 ans, à la suite de leur défaite 2-5 contre l'Ukraine et leur 3e place dans le groupe de qualification.

### Sélectionneur de l'équipe espoirs belge
Le 14 mars 2020, à la suite de la démission de Johan Walem pour devenir le sélectionneur de l'équipe de Chypre, Jacky Mathijssen est promu comme nouveau sélectionneur de l'équipe espoirs des diables rouges.
Pour son 1er match à la tête des diablotins, il obtient une belle victoire 4-1 contre l'Allemagne, dans le cadre des qualifications pour l'euro 2021.
Il confirme son bon début de mandat avec une 2e victoire, écrasante, contre le Pays de Galles (5-0) et accroît grandement les chances de son équipe de se qualifier à l'euro 2021.
La qualification disparaît malheureusement après 2 défaites (1-0 en Moldavie, 3-2 en Bosnie), la sélection espoir n'étant pas classé parmi les 5 meilleurs deuxièmes pour participer à l'euro 2021.
Il réalise toutefois un excellent parcours à la tête des espoirs belges durant les qualifications de l'Euro 2023 en finissant 1er de son groupe avec 20 points (6 victoires, 2 nuls et 0 défaites).
La position de Jacky Mathijssen est menacée, cependant, à cause d'une phase finale du championnat d'Europe 2023 désastreuse en finissant dernier de son groupe avec 4 points (1 victoire, 1 nul et 1 defaite) et un coaching hésitant.

### Directeur du centre de formation au Wydad Athletic Club
Le 20 septembre 2024, Jacky Mathijssen devient le nouveau directeur du centre de formation du club marocain du Wydad Athletic Club de Casablanca.
Il a signé un contrat de 3 ans.

## Palmarès

### Comme entraîneur
- Vainqueur du tour final de division 2 belge en 2015 avec Oud-Heverlee Louvain

## Distinctions personnelles
- Élu entraîneur de l’année de la deuxième division du championnat grec[8].